# برونو آباتینی
برونو آباتینی (انگلیسی: Bruno Abbatini; ۳۰ ژوئن ۱۹۳۸ – ۳۱ مارس ۲۰۱۷) بازیکن فوتبال اهل ایتالیا بود.
از باشگاه‌هایی که در آن بازی کرده‌است می‌توان به باشگاه فوتبال پادوا، باشگاه فوتبال آولینو، باشگاه فوتبال آ.اس. رم، و باشگاه فوتبال چزنا اشاره کرد.